# 3454 Ліске
3454 Ліске (3454 Lieske) — астероїд головного поясу, відкритий 24 листопада 1981 року.
Тіссеранів параметр щодо Юпітера — 3,593.